# 429120 Mikhaillavrov
429120 Mikhaillavrov è un asteroide della fascia principale. Scoperto nel 2009, presenta un'orbita caratterizzata da un semiasse maggiore pari a 2,6219333 au e da un'eccentricità di 0,1408389, inclinata di 9,14631° rispetto all'eclittica.